# Narodowy Bank Polski
Die Narodowy Bank Polski (NBP, deutsch Polnische Nationalbank) ist die Zentralbank Polens mit Sitz in Warschau. Sie ist Mitglied im Europäischen System der Zentralbanken.

## Struktur

### Präsident
An der Spitze der Narodowy Bank Polski steht der Präsident (Prezes). Dieser wird für einen Zeitraum von sechs Jahren vom Sejm auf Antrag des Staatspräsidenten ernannt. Vom 10. Januar 2007 bis zu seinem Unfalltod am 10. April 2010 war Sławomir Skrzypek Präsident der Behörde. Zu seinem Nachfolger wurde am 10. Juni 2010 Marek Belka gewählt. Seit dem 21. Juni 2016 ist Adam Glapiński der Präsident.

### Rat für Geldpolitik
Der Präsident ist Teil des Rates für Geldpolitik (Rada Polityki Pieniężnej), welchem neun weitere Mitglieder angehören. Die Mitglieder des Rates werden zu gleichen Teilen durch den Staatspräsidenten, den Sejm und den Senat bestimmt. Der Rat trifft die währungspolitischen Beschlüsse der Zentralbank.

### Verwaltungsvorstand
Die Geschäfte werden vom Verwaltungsvorstand (Zarząd) geleitet. Hauptaufgabe des Verwaltungsvorstandes ist die Umsetzung der währungspolitischen Vorgaben des Rates.

### Regionalniederlassungen
Für die Wahrnehmung ihrer Aufgaben wie etwa der Sicherstellung der Geldversorgung in den Woiwodschaften hat die Zentralbank mehrere Niederlassungen außerhalb Warschaus. Diese befinden sich in Białystok, Breslau, Bydgoszcz, Danzig, Katowice, Krakau, Kielce, Lublin, Łódź, Olsztyn, Oppeln, Posen, Rzeszów, Stettin und Zielona Góra.

## Geschichte

### Bank Polski
Die Gründung der heutigen Zentralbank geht zurück auf die Gründung der Bank Polski, deren Einrichtung bereits 1918 am Beginn der Wiederherstellung Polens nach der Teilung geplant wurde. Die Satzung der Bank wurde am 20. Januar 1924 verabschiedet. Die Bank hatte das alleinige Recht, Banknoten auszugeben. Ihr stand ein fünfköpfiges Gremium vor, Präsident der Bank war Stanisław Karpiński. Um die Unabhängigkeit der Bank zu gewährleisten, war die Bank als Aktiengesellschaft gegründet worden, deren Kapital von 176.000 Aktionären über eine Zwangsanleihe gestellt wurde.
36 % des Kapitals stammte von der Industrie, 25 % von Staatsbeamten, 14 % von Banken, 10 % von Handelsunternehmen und 8 % von Großgrundbesitzern.
Ihre Arbeit nahm die Bank am 28. April 1924 mit der Durchführung einer Währungsreform auf. Die bis dahin geltende Polnische Mark, welche durch eine Hyperinflation belastet war, wurde im Rahmen des Wirtschaftsstabilisierungsplanes vom Władysław Grabski, der eine Finanz-, Bankwesen- und Währungsreform umfasste, durch den Złoty abgelöst. Die Unabhängigkeit bestand faktisch aber nicht. Auf Grund der schlechten Wirtschaftssituation und der Steigerung der Staatsschulden veranlasste die Regierung die Bank zur Ausgabe von mehr Banknoten und es kam erneut zu einer, wenn auch mit 15 % Steigerung pro Jahr nur schweren, Inflation.
Mit dem Überfall auf Polen sowie der sowjetischen Besetzung Ostpolens endete die Arbeit der Bank in Polen. Sie existierte bis 1952 im englischen Exil weiter.

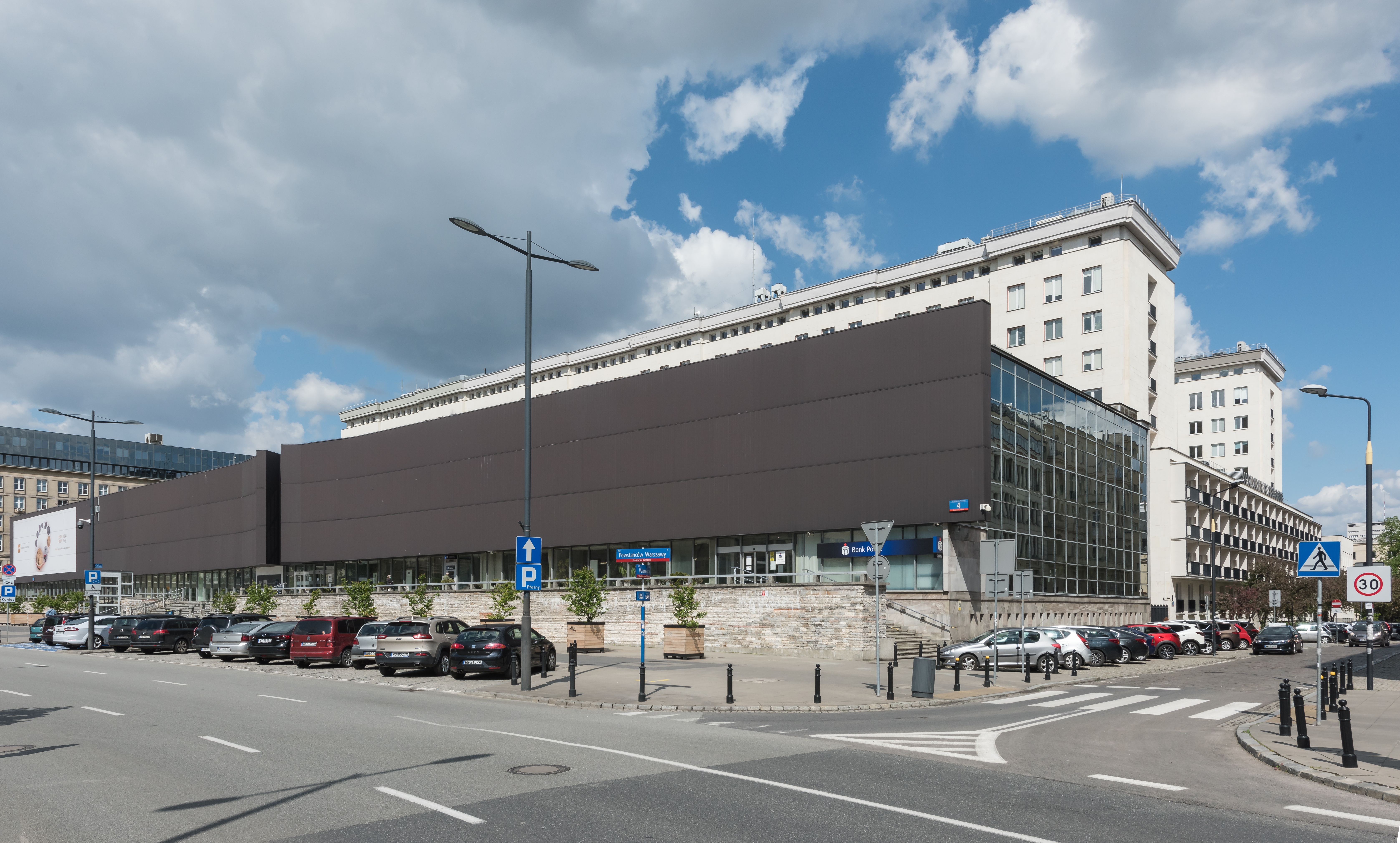
Sitz der Zentralbank in Warschau

### Narodowy Bank Polski
1945, nach dem Ende des Zweiten Weltkrieges, wurde die Narodowy Bank Polski unter sowjetischem Einfluss als Staatsbank gegründet. Sie unterstand dem polnischen Finanzministerium (Ministerstwo Skarbu). Ursprünglich war die Bank nur als Bank der Banken gedacht und sollte keine direkten Geschäftsbeziehungen mit Unternehmen unterhalten. Diese Vorgabe wurde aber bereits ein Jahr nach (Wieder-)Gründung der Bank aufgegeben. Die Aufgaben der Bank wurden beständig ausgeweitet. 1952 liquidierte sie die Bank Polski im britischen Exil. Auch wurde 1975 die Bank PKO BP übernommen und die Narodowy Bank Polski entwickelte sich zum Bankmonopol in der Volksrepublik Polen. In den 1980er Jahren begann die Aufgabe des Monopols und die Konzentration auf die Aufgaben als Zentralbank. Im Laufe der 1980er Jahre erlebte der Złoty hohe Inflationsraten.
Mit der politischen Wende und den marktwirtschaftlichen Reformen im Jahr 1990, dank der strikten monetären Politik der polnischen Nationalbank, gingen die Inflationsraten kontinuierlich zurück.
Mit der Währungsumstellung am 1. Januar 1995 wurde der Złoty zum Faktor 1 : 10.000 neu bewertet.

## Verweise